# Eutropis macrophthalma
Eutropis macrophthalma — вид сцинкоподібних ящірок родини сцинкових (Scincidae). Ендемік Індонезії.

## Поширення і екологія
Eutropis macrophthalma мешкають на Сулавесі. Вони живуть у вологих тропічних лісах.

## Збереження
МСОП класифікує цей вид як вразливий. Eutropis macrophthalma загрожує знищення природного середовища.